# Rino Agnello
Gaspare Agnello, detto Rino (Enna, 26 febbraio 1958), è un politico italiano.

## Biografia
Già esponente del Partito Popolare Italiano, per il quale fu consigliere comunale a Enna dal 1994 al 1998, nel 2001 confluì con il resto del partito nella Margherita. Ricoprì poi la carica di assessore alla solidarietà sociale della Provincia di Enna dal 2003 al 2008. Alle amministrative del 2005 venne eletto sindaco di Enna alla guida di una coalizione di centro-sinistra al primo turno con il 56,20% dei voti. Aderì poi dal 2007 al neonato Partito Democratico. Rimase in carica fino al giugno 2010 e non si ricandidò per un secondo mandato.